# (250) Bettina
(250) Bettina ist ein Asteroid des äußeren Hauptgürtels, der am 3. September 1885 vom österreichischen Astronomen Johann Palisa an der Universitätssternwarte Wien bei einer Helligkeit von 11,2 mag entdeckt wurde.
Der Asteroid wurde benannt nach der Baronin Bettina Caroline de Rothschild (1858–1892) aus einer österreichischen Plutokratenfamilie. In der astronomischen Monatsschrift The Observatory wurde im Februar 1885 folgende Nachricht veröffentlicht: „Herr Palisa, being desirous to raise funds for his intended expedition to observe the total solar eclipse of August 1886, will sell the right of naming the minor planet No. 244 for ₤ 50. (Herr Palisa möchte Geld für seine geplante Expedition zur Beobachtung der totalen Sonnenfinsternis im August 1886 sammeln und wird das Recht zur Benennung des Kleinplaneten Nr. 244 für 50 Pfund verkaufen.)“ Palisa, der bereits viele Asteroiden entdeckt und Schwierigkeiten bei ihrer Namensgebung hatte, schien auf die glänzende Idee gekommen zu sein, seine Schwierigkeiten in eine Einnahmequelle für einen guten Zweck zu verwandeln. Das Angebot wurde nicht sofort angenommen, bis Palisa zwei weitere Asteroiden (Nr. 248 und 250) entdeckt hatte. Für zwei davon fand er Namen, der letztgenannte blieb jedoch für einen Mäzen frei. Eine Anmerkung in The Observatory vom März 1886 informierte: „Minor Planet No. 250 has been named Bettina by Baron Albert de Rothschild. (Der Kleinplanet Nr. 250 wurde von Baron Albert von Rothschild ‚Bettina‘ benannt.)“

## Wissenschaftliche Auswertung
Aus Ergebnissen der IRAS Minor Planet Survey (IMPS) wurden 1992 Angaben zu Durchmesser und Albedo für zahlreiche Asteroiden abgeleitet, darunter auch (250) Bettina, für die damals Werte von 79,8 km bzw. 0,26 erhalten wurden. Mit hochaufgelösten Aufnahmen mit dem Adaptive Optics (AO)-System am Teleskop II des Keck-Observatoriums auf Hawaiʻi im Infraroten vom 19. September 2008 konnte ein äquivalenter Durchmesser von 107 ± 15 km abgeleitet werden. Eine Auswertung von Beobachtungen durch das Projekt NEOWISE im nahen Infrarot führte 2011 zu vorläufigen Werten für den Durchmesser und die Albedo im sichtbaren Bereich von 121,3 km bzw. 0,11. Nachdem die Werte nach neuen Messungen mit NEOWISE 2012 auf 59,7 km bzw. 0,46 geändert worden waren, wurden sie 2014 auf 121,0 km bzw. 0,11 korrigiert.

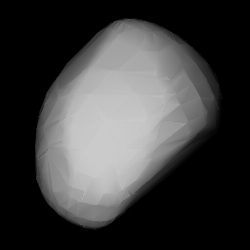
Berechnetes 3D-Modell von (250) Bettina

Am 10. Dezember 2020 wurde (250) Bettina spektrophotometrisch am Observatorium des Sternberg-Instituts für Astronomie auf dem Pik Terskol in Russland untersucht, als sie sich in der Nähe ihres Perihels befand. Die gemessenen Reflexionsspektren passten nur eingeschränkt zum Spektraltyp Xk. Es wurden Anzeichen für Eissublimation und die Bildung einer staubigen Exosphäre gefunden.
Bei einem Projekt zur Untersuchung, ob Asteroiden der Spektralklasse M generell kurze Rotationsperioden besitzen, wurde auch (250) Bettina am 10. September 1980 am La-Silla-Observatorium photometrisch beobachtet. Aus der aufgezeichneten Lichtkurve wurde eine Periode von 5,1 h bestimmt. Weitere photometrische Messungen des Asteroiden erfolgten am 26. März und 16. April 1983 am Osservatorio Astronomico di Torino in Italien, die in Verbindung mit den Daten aus 1980 zu einer Rotationsperiode von 5,105 h ausgewertet wurden.
Eine Forschergruppe an der University of Arizona und am Planetary Science Institute in Tucson führte in den 1980er Jahren ein Programm zur „Photometrischen Geodäsie“ einer Anzahl von schnell rotierenden Asteroiden des Hauptgürtels durch, darunter auch (250) Bettina. Bei Beobachtungen am Kitt-Peak-Nationalobservatorium in Arizona konnten vom 29. Januar bis 24. Mai 1983, am 8. April und 7. Juni 1984 sowie am 16. April 1989 neue Lichtkurven registriert werden, bei deren Auswertung ein vorläufiger Wert für die Rotationsperiode von 5,054 h abgeleitet wurde. Dieser Wert war signifikant um drei Minuten kürzer als der in Turin ermittelte, was auf eine fehlerhafte Auswertung dort zurückgeführt wurde. In einer finalen Auswertung von 1991 wurde dann aus den archivierten Daten von 1980 bis 1989 eine Position der Rotationsachse mit retrograder Rotation und Werte für die Achsenverhältnisse eines dreiachsig-ellipsoidischen Gestaltmodells berechnet. Für die Rotationsperiode wurde ein verbesserter Wert von 5,0549 h bestimmt.

Exemplarische Lichtkurve von (250) Bettina vom 10. September 1980

Ebenfalls aus den gleichen Daten bestimmte auch eine Untersuchung von 1992 zwei alternative Lösungen für die Position der Rotationsachse mit retrograder Rotation und eine Periode von 5,0549 h sowie die Achsenverhältnisse für ein dreiachsig-ellipsoidisches Gestaltmodell des Asteroiden.
In den 1980er und 1990er Jahren gab es darüber hinaus weitere Untersuchungen, die aus den archivierten Lichtkurven ab 1980 Berechnungen mit unterschiedlichen Methoden zur Bestimmung meist von zwei alternativen Lösungen für die Position der Rotationsachse, des Drehsinns (immer retrograd), der Rotationsperiode (zwischen 5,0544 und 5,0549 h) und der Achsenverhältnisse von dreiachsig-ellipsoidischen Gestaltmodellen durchführten. Dabei gab es immer wieder auch neue photometrische Beobachtungen, die weitere Lichtkurven lieferten, wie am 17. Februar 1988 am Osservatorio Astronomico di Torino, vom 3. Februar bis 8. April 1994 am Roque-de-los-Muchachos-Observatorium auf La Palma, vom 26. September bis 3. Oktober 1997 am Osservatorio Astrofisico di Catania in Italien (abgeleitete Periode 5,065 h) sowie vom 11. April bis 7. Juni 2000 an der Außenstelle Tschuhujiw des Charkiw-Observatoriums in der Ukraine und am Krim-Observatorium in Simejis (abgeleitete Periode 5,054 h).
Mit den von 1980 bis 1994 archivierten Daten aus dem Uppsala Asteroid Photometric Catalogue (UAPC) wurde in einer Untersuchung von 2003 erstmals ein dreidimensionales Gestaltmodell des Asteroiden für zwei alternative Positionen der Rotationsachse, eine prograde und eine retrograde, jeweils nahezu in der Ebene der Ekliptik gelegen, und eine Periode von 5,05442 h bestimmt. Mit dem neuen Algorithmus All-Data Asteroid Modeling (ADAM) wurde dann 2017 ein Gestaltmodell erstellt, das alle verfügbaren photometrischen Daten in Verbindung mit hochaufgelösten Infrarot-Aufnahmen des Keck-II-Teleskops auf Hawaiʻi vom September 2008 (siehe oben) gut reproduziert. Für die Rotationsachse wurde nun eine eindeutige und verbesserte prograde Position nahe zur Ekliptik und eine Periode von 5,05441 h bestimmt, während für die Größe ein volumenäquivalenter Durchmesser von 109 ± 5 km abgeleitet wurde. Im Jahr 2021 wurde aus archivierten Daten und photometrischen Messungen von Gaia DR2 erneut eine Rotationsachse mit prograder Rotation berechnet. Die Rotationsperiode wurde dabei zu 5,05441 h bestimmt.
Zwischen 2012 und 2018 wurden mit der All-Sky Automated Survey for Supernovae (ASAS-SN) auch photometrische Daten von 20.000 Asteroiden aufgezeichnet. Auf mehr als 5000 davon konnte erfolgreich die Methode der konvexen Inversion angewendet werden, darunter auch (250) Bettina, für die in einer Untersuchung von 2021 ein verbessertes dreidimensionales Gestaltmodell für zwei alternative Rotationsachsen, eine mit prograder und eine mit retrograder Rotation, sowie eine Periode von 5,05441 h berechnet wurde. Aus archivierten Daten des Asteroid Terrestrial-impact Last Alert System (ATLAS) aus dem Zeitraum 2015 bis 2018 konnte in einer Untersuchung von 2022 mit der Methode der konvexen Inversion eine Rotationsperiode von 5,0542 h bestimmt werden.

## Bettina-Familie
(250) Bettina ist namensgebendes und größtes Mitglied einer Asteroidenfamilie mit ähnlichen Bahneigenschaften, wie eine Große Halbachse von 3,11–3,17 AE, eine Exzentrizität von 0,13–0,15 und eine Bahnneigung von 12,3°–13,2°. Taxonomisch handelt es sich um Asteroiden der Spektralklassen C und X, die mittlere Albedo liegt bei 0,08. Die Bettina-Familie umfasste im Jahr 2019 etwa 213 bekannte Mitglieder.